# Liste der Kulturdenkmäler in Niederhambach
In der Liste der Kulturdenkmäler in Niederhambach sind alle Kulturdenkmäler der rheinland-pfälzischen Ortsgemeinde Niederhambach mit den Ortsteilen Böschweiler, Burbach und Heupweiler aufgeführt. Grundlage ist die Denkmalliste des Landes Rheinland-Pfalz (Stand: 12. Juni 2023).

## Einzeldenkmäler
| Bezeichnung            | Lage                                      | Baujahr         | Beschreibung | Bild |
| ---------------------- | ----------------------------------------- | --------------- | --- | ---- |
| „Kloster“              | Böschweiler, Am Kissel 3 Lage             | um 1600         | sogenanntes „Kloster“; Wohnhaus, Fenstergewände wohl um 1600, Dachstuhl 1725, Ökonomie jünger                               | BW   |
| Fettigsmühle           | Böschweiler, Mühlenweg 1 Lage             | um 1800         | barockes Quereinhaus, um 1800; mit technischer Ausstattung                                                                  | BW   |
| Portal                 | Burbach, Königsstraße, an Nr. 6 Lage      | 1767            | aufwändiges Portal, bezeichnet 1767                                                                                         | BW   |
| Türsturz               | Heupweiler, Hochwaldstraße, an Nr. 1 Lage | 18. Jahrhundert | Türsturz mit Inschrift, 18. Jahrhundert                                                                                     | BW   |
| Schneidersfranzenmühle | Heupweiler, Hochwaldstraße 8 Lage         | 18. Jahrhundert | ehemalige Getreidemühle mit dreigeschossigem Mühlenturm, im Kern wohl aus dem 18. Jahrhundert (Fachwerk dendrodatiert 1725) | BW   |